# Entraunes
Entraunes (Occitaans: Entraunas) is een gemeente in het Franse departement Alpes-Maritimes (regio Provence-Alpes-Côte d'Azur) en telt 125 inwoners (1999). De plaats maakt deel uit van het arrondissement Nice.

## Geografie
De oppervlakte van Entraunes bedraagt 63,5 km², de bevolkingsdichtheid is 2,0 inwoners per km².
De onderstaande kaart toont de ligging van Entraunes met de belangrijkste infrastructuur en aangrenzende gemeenten.

## Demografie
Onderstaande figuur toont het verloop van het inwonertal (bron: INSEE-tellingen).
Vanwege een beveiligingsprobleem met de MediaWiki Graph-software is het momenteel niet mogelijk deze grafiek weer te geven. Zodra de software is bijgewerkt zal de grafiek vanzelf weer zichtbaar worden.